# Kim Tae-Hun
Kim Tae-Hun (Wonju, 15 de agosto de 1994) es un deportista surcoreano que compite en taekwondo.
Participó en los Juegos Olímpicos de Río de Janeiro 2016, obteniendo una medalla de bronce en la categoría de –58 kg. En los Juegos Asiáticos consiguió dos medallas de oro en los años 2014 y 2018.
Ganó tres medallas de oro en el Campeonato Mundial de Taekwondo entre los años 2013 y 2017, y dos medallas de oro en el Campeonato Asiático de Taekwondo en los años 2014 y 2018.

## Palmarés internacional
| Juegos Olímpicos    | Juegos Olímpicos             | Juegos Olímpicos  | Juegos Olímpicos |
| Año                 | Lugar                        | Medalla           | Categoría        |
| ------------------- | ---------------------------- | ----------------- | ---------------- |
| 2016                | Río de Janeiro (Brasil)      | Medalla de bronce | –58 kg           |
| Campeonato Mundial  |                              |                   |                  |
| Año                 | Lugar                        | Medalla           | Categoría        |
| 2013                | Puebla (México)              | Medalla de oro    | –54 kg           |
| 2015                | Cheliábinsk (Rusia)          | Medalla de oro    | –54 kg           |
| 2017                | Muju (Corea del Sur)         | Medalla de oro    | –54 kg           |
| Juegos Asiáticos    |                              |                   |                  |
| Año                 | Lugar                        | Medalla           | Categoría        |
| 2014                | Incheon (Corea del Sur)      | Medalla de oro    | –54 kg           |
| 2018                | Yakarta (Indonesia)          | Medalla de oro    | –58 kg           |
| Campeonato Asiático |                              |                   |                  |
| Año                 | Lugar                        | Medalla           | Categoría        |
| 2014                | Taskent (Uzbekistán)         | Medalla de oro    | –54 kg           |
| 2018                | Ciudad Ho Chi Minh (Vietnam) | Medalla de oro    | –58 kg           |